# Wendy Carrillo
Wendy Maria Carrillo Dono là một chính trị gia người Mỹ phục vụ tại Quốc hội bang California. Một người theo đảng Dân chủ, bà đại diện cho khu vực Quốc hội khóa 51, bao gồm các phần của vùng đông bắc Los Angeles và Đông Los Angeles. bà đã được tuyên thệ nhậm chức bởi Chủ tịch hội đồng Anthony Rendon vào ngày 16 tháng 12 năm 2017. Trước khi trở thành thành viên của Quốc hội bang California, bà là một nhà báo đa phương tiện và nhà hoạt động lao động.

## Tuổi thơ và giáo dục
Wendy Carrillo sinh ra ở El Salvador vào ngày 10 tháng 8 năm 1980, là con gái lớn nhất trong số năm bà con gái. Mẹ bà di cư sang Hoa Kỳ khi Carrillo còn nhỏ, vì bà cảm thấy không an toàn khi ở lại El Salvador do nội chiến. Mẹ của Carrillo làm bảo mẫu. Từ đó, bà đã có thể tiết kiệm đủ tiền để đưa Carrillo, cùng với bà và dì của Carrillo đến Hoa Kỳ. bà chuyển đến Los Angeles năm 5 tuổi và lớn lên ở Boyle Heights và City Terrace. Bà đã nhận được cư trú ở tuổi 13 sau khi cha bà kiến nghị cho cô. Năm 21 tuổi, bà nộp đơn xin trở thành công dân nhập tịch và được cấp quốc tịch.
Carrillo học tại trường tiểu học Harrison, trường trung học El Sereno và trường trung học Roosevelt. Bà tốt nghiệp cả Đại học East Los Angeles và Cal State Los Angeles. Carrillo có bằng thạc sĩ, với sự nhấn mạnh về nhân khẩu học và chính trị, từ Đại học Nam California.

## Sự nghiệp ban đầu
Trong mười năm, bà là người dẫn chương trình và nhà sản xuất của một chương trình dựa trên cộng đồng có tên "Kiến thức là sức mạnh" trên KPWR 106 FM. Buổi nói chuyện bao gồm các chủ đề như công lý môi trường, tiếp cận giáo dục đại học và chính trị. Carillo cũng từng làm nhà văn và nhà sản xuất cho Nuvo TV. Bà cũng là người đóng góp thường xuyên cho chương trình Take Part Live, Huff Post Live, The Young Turks ' The Point và Al Jazeera America của Pivot.
Vào năm 2014, bà là người đồng sáng lập của Reported.ly, đây là một công ty khởi nghiệp truyền thông xã hội nhằm mục đích đưa ra các vấn đề về xung đột, nhân quyền và các phong trào chính trị. bà cũng là người quản lý truyền thông cho công đoàn lao động có tên Local 271, chi nhánh của Los Angeles thuộc Liên minh nhân viên dịch vụ quốc tế.
Năm 2017, Carrillo tuyên bố ý định ra tranh cử để thay thế Nghị sĩ Xavier Becerra sau đó được bổ nhiệm vào Tổng chưởng lý California. Cuối cùng, Carrillo nhận được 5% và thua trước Ủy viên hội đồng bang, ông Jimmy Gomez và luật sư Robert Lee Ahn. Gomez đánh bại Lee Ahn, nhận được 60,1% phiếu bầu và chính thức tuyên thệ vào ngày 11 tháng 7 năm 2017.

## Quốc hội bang California
Sau khi Gomez từ chức để chính thức ngồi vào Hạ viện Hoa Kỳ, Carrillo tuyên bố rằng bà sẽ ra tranh cử để thay thế Gomez tại Quốc hội bang California. Vào ngày 3 tháng 10 năm 2017, Carrillo đã nhận được 22,2% phiếu bầu và đảm bảo một vị trí trong cuộc tổng tuyển cử. Carrillo đối mặt với Kế hoạch làm cha mẹ - Thành viên hội đồng quản trị Los Angeles Luis Lopez. Vào ngày 5 tháng 12 năm 2017, Carrillo đã đánh bại Lopez, nhận được 53,5% phiếu bầu.
Năm 2018, Carrillo phải đối mặt với giáo sư trợ lý tự do Christopher Stare. Carrillo dễ dàng đánh bại Stare, nhận được 86,6% phiếu bầu.